# Bogumił Buchwald
Bogumił Buchwald (ur. 20 grudnia 1983), polski piłkarz ręczny. Swoją karierę zaczynał w AZS Stelmet Zielona Góra.
Obecnie gra w Miedzi Legnica jako rozgrywający z numerem 83. Wcześniej występował w niemieckim SV Anhalt Bernburg i Azotach-Puławy. W sezonie 2006/2007 został królem strzelców I ligi.